# 刘庄妃
恭惠莊妃，亦稱作劉莊妃（16世纪?—1582年），名失考，正五品錦衣衛帶俸正千戶劉賢之女，明朝明穆宗隆慶帝朱載坖之妃。

## 生平
劉氏的出生及入宮時間均待考。隆慶四年（1570年）二月二十六日，隆慶帝派遣公朱希忠、侯吳繼爵、駙馬都尉許從誠、伯杜繼宗、李銘、陳景行持節，大學士李春芳、高拱、陳以勤、張居正、趙貞吉、尚書殷士儋捧冊，封魏氏為英妃，秦氏為淑妃，李氏為德妃，劉氏為莊妃，董氏為端妃，馬氏為惠妃。同年二月二十九日，隆慶帝諭兵部：「新封六妃父魏㫤、秦奉、李柰、劉賢、董雄、馬龯，俱授錦衣衞正千戶」。隆慶六年正月二十六日，隆慶帝批准皇親錦衣衛帶俸正千戶劉賢等人的請求，各給其莊田三十頃，同年五月二十六日，隆慶帝駕崩。萬曆十年（1582年）三月十九日，莊妃劉氏薨逝，「上震悼」，輟朝一日，其後賜謚號曰恭惠，葬於金山皇族園寢。

## 莊妃冊文
《明穆宗莊皇帝實錄》隆慶四年二月甲子條所收錄的莊妃冊文，節錄如下：
```
「禮著明章，分六宮而修職；詩稱窈窕，端萬化以開墓。惟茲淑德之良，式備順儀之助。咨爾劉氏，端莊妙簡，婉娩夙成。明明在公，祗效雞鳴之警；溫溫成性，允懷魚貫之恩。行著宮闈，聲敭綺組。宜加顯號，用示崇褒。茲特遣使持節，封爾為莊妃。爾尚敬服寵渥，益懋徽音。遠追佩玉之風，仰贊求衣之治。」
```